# Reprezentacja Gruzji w rugby union mężczyzn
Reprezentacja Gruzji w rugby union mężczyzn (gruz. საქართველოს მორაგბეთა ეროვნული ნაკრები) – zespół rugby union, biorący udział w imieniu Gruzji w meczach i sportowych imprezach międzynarodowych, powoływany przez selekcjonera, w którym mogą występować zawodnicy posiadający obywatelstwo tego kraju, mieszkający w nim, bądź kwalifikujący się ze względu na pochodzenie rodziców lub dziadków. Za jego funkcjonowanie odpowiedzialny jest Gruziński Związek Rugby, członek Rugby Europe i World Rugby. Drużyna występuje w Rugby Europe International Championships.

## Historia
Na konferencji prasowej 13 grudnia 2011 r. ogłoszono, że nowym trenerem reprezentacji zostanie Nowozelandczyk Milton Haig.

## Udział w Pucharze Świata
| 1987 | Nie brała udziału, była częścią ZSRR | -            |
| 1991 | Nie zakwalifikowała się              | -            |
| 1995 | Nie zakwalifikowała się              | -            |
| 1999 | Nie zakwalifikowała się              | -            |
| 2003 | Awans                                | Faza grupowa |
| 2007 | Awans                                | Faza grupowa |
| 2011 | Awans                                | Faza grupowa |
| 2015 |                                      |              |
| 2019 |                                      |              |

## Mecze z Polską
Rugbyści Gruzji grali z Polską dwukrotnie – ponieśli dwie porażki.
- 05.1993, Sopot: POLSKA – GRUZJA 23:6 – el. PŚ